# Parco Guido Galli
Il parco Guido Galli è un parco della città di Milano, situato sul lato orientale dell'Ortomercato, quello opposto al centro, tra la vie Oreste Salomone, Zama e Numidia.
È dedicato al magistrato e giurista Guido Galli, assassinato da Prima Linea il 19 marzo 1980 all'Università statale di Milano. Il parco era già in costruzione prima della sua morte e, ultimato l'anno successivo, gli fu intitolato. La Sogemi, la società che possiede strutture e aree dei mercati generali e li gestisce, ha recentemente stipulato un accordo di permute di terreni, in parte destinati a verde, con il comune.

## Flora e attrezzature
Progettato dall'Ufficio tecnico comunale con un indirizzo rivolto marcatamente all'esercizio sportivo, gli spazi del parco non sono fittamente alberati: spicca però, all'ingresso di via Salomone, un bel gruppo di cedri dell'Atlante. Tra le altre essenze, ricordiamo l'albero di Giuda, il bagolaro, il ciliegio da fiore, il ginkgo biloba, il noce nero, il liquidambar, l'olmo, il pioppo cipressino, il tiglio e il frassino comune, oltre ad alcune varietà di aceri.
Nel 2010 è stata rinnovata la dotazione dell'unica area giochi per i bambini, privilegiando il legno; lo spazio riservato ai cani è di quasi duemila metri quadrati. Nel settore di via Salomone è presente un campo da calcio regolamentare, contornato da una pista asfaltata anulare per la corsa e vi sono una pista per lo skating e un campo da basket.

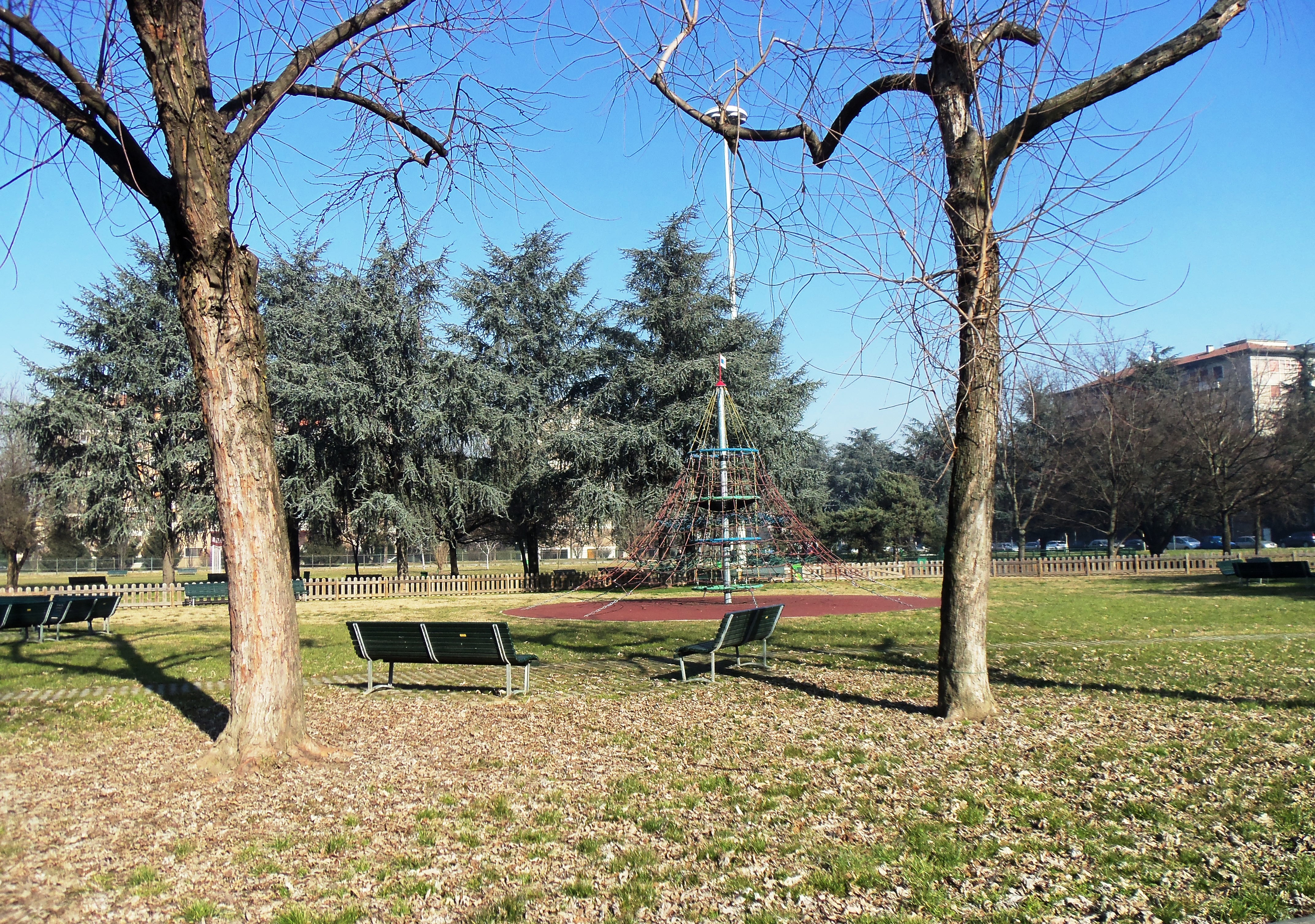
Uno scorcio del campo giochi